# Alwin Schwabe

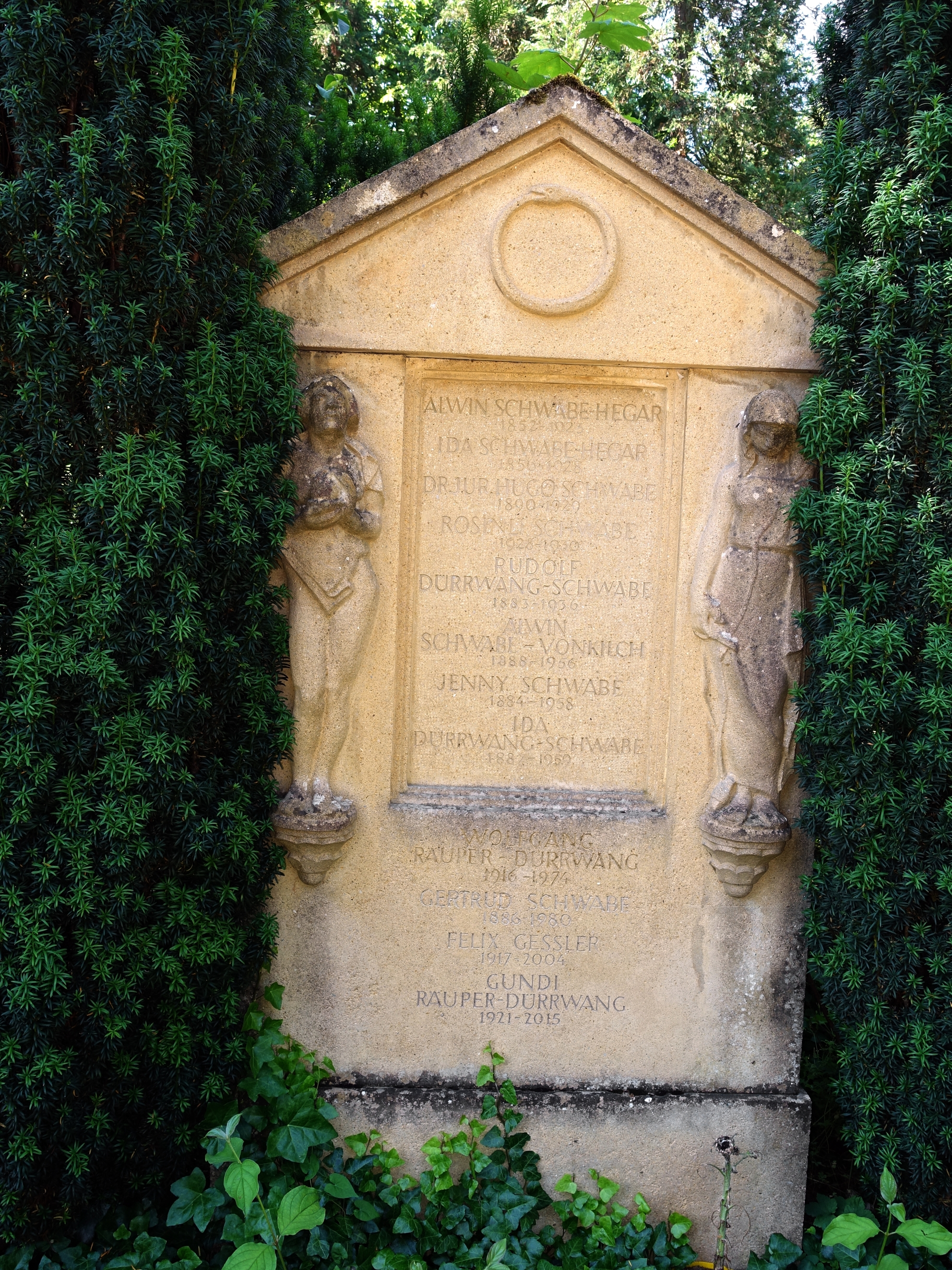
Familiengrab Alwin Schwabe, Friedhof Wolfgottesacker Basel

Friedrich Ernst Alexander Alwin Schwabe (* 21. Dezember 1852 in Rostock; † 1923 in Basel) war der jüngere Bruder von Benno Schwabe.

## Leben
Alwin Schwabe war der jüngste Sohn des Porzellanmalers Carl (Friedrich Wilhelm) Schwabe und dessen Frau Gustave (Wilhelmine Johanne), geb. Hesse. Das Basler Geschlecht Schwabe wurde durch ihn und seine Brüder Benno und Hugo (1847–1899) Schwabe aus Rostock begründet, die sich aus Hanau (Hessen) und Frankfurt am Main kommend alle zwischen 1887 und 1891 in Basel einbürgern liessen.
Hugo Schwabe (* 31. August 1847; † 27. Mai 1899) war mit Anna, geborene Hegar (* 1. Juli 1855; † 17. November 1917) verheiratet.
Alwin Schwabe war mit Ida Sophia, geborene Hegar (1856–1928), verheiratet. Ihre Tochter war die Kunstmalerin Ida Gertrud Schwabe.

Benno Schwabe übernahm 1868 die Schweighauser’sche Verlagsbuchhandlung und Druckerei in Basel, die er unter eigenem Namen weiterführte (heute Schwabe Verlag). Hugo Schwabe erwarb 1877 die freisinnige Tageszeitung Schweizerischer Volksfreund (ab 1888 National-Zeitung) und wirkte ab 1892 auch als Intendant des Basler Stadttheaters. Alwin Schwabe wurde für die National-Zeitung tätig.

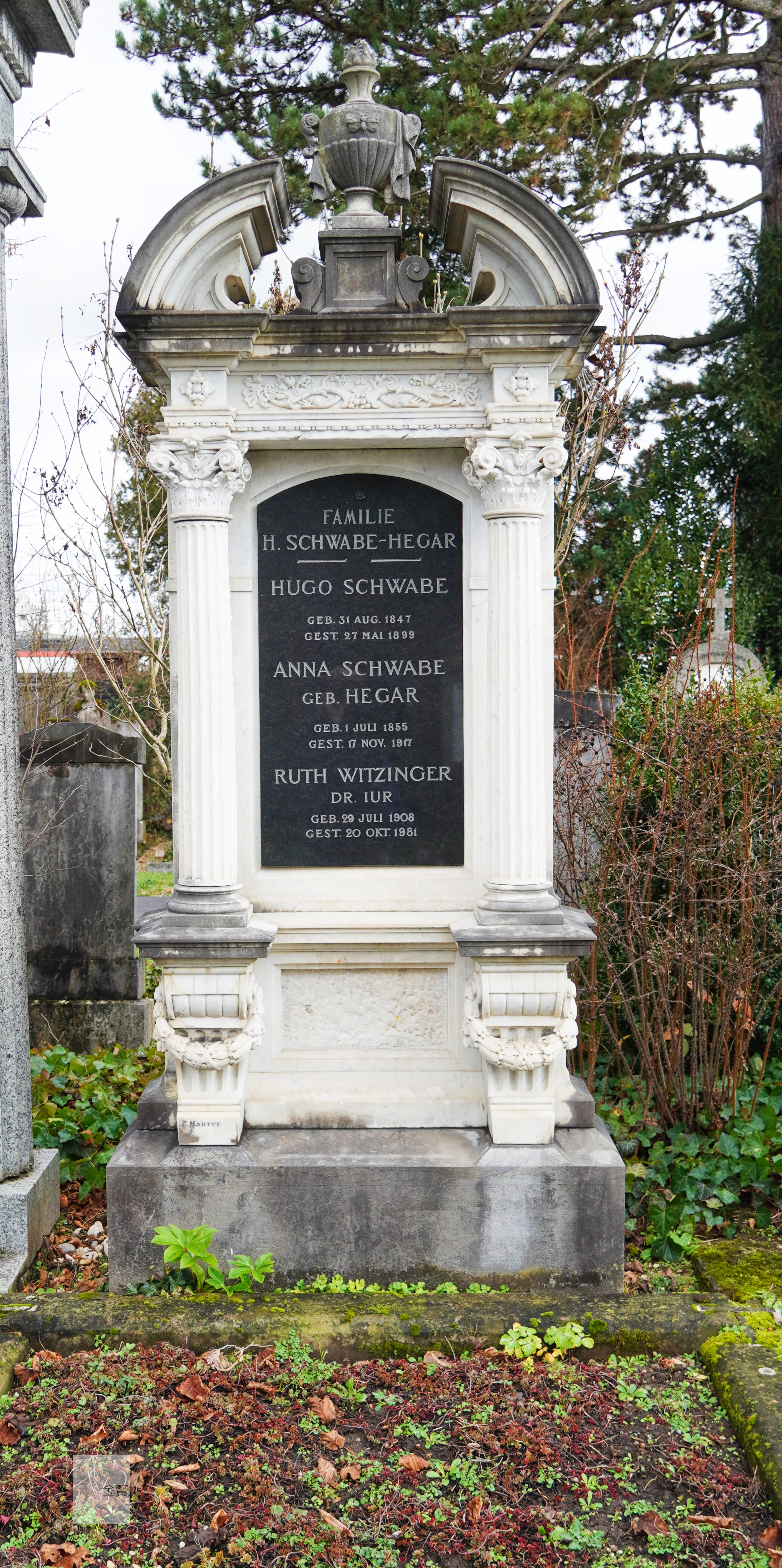
Familiengrab Hugo Schwabe-Hegar auf dem Friedhof am Hörnli

Die Nachkommen waren teilweise ebenfalls verlegerisch tätig, so Hansrudolf Schwabe, der 1958 den Pharos-Verlag gründete. Benno Schwabes Sohn Max (1874–1943) war Jurist und wurde 1931 zum Obergerichtspräsidenten des Kantons Basel-Landschaft gewählt. Sein jüngerer Bruder Julius Schwabe trat als Symbolforscher hervor.